# Sol Gabetta
Sol Gabetta (Villa María, 18 d'abril de 1981) és una violoncel·lista argentina.

## Biografia
Sol Gabetta va guanyar reconeixement internacional després d'alçar-se amb el premi Crédit Suisse Young Artist Award en 2004. El mateix any, la violoncel·lista argentina va fer el seu debut amb la Filharmònica de Viena i Valeri Guérguiev. Gabetta va guanyar el seu primer concurs a deu anys, seguit ràpidament pel Premi Natalia Gutman i esments en el Concurs Txaikovski de Moscou i el Concurs Internacional de Música ARD a Múnic. Nominada a un Grammy, Gabetta va rebre el premi Gramophone Young Artist of the Year Award en 2010 i el Würth-Preis en 2012.
Després del seu aclamat debut amb la Filharmònica de Berlín i Sir Simon Rattle al Festival de Pasqua de Baden-Baden en 2014, Sol va debutar amb l'Orquestra Estatal de Berlín i l'Orquestra Simfònica de Toronto. També en 2014/15 cal destacar sendes gires europees: amb l'Orquestra Filharmònica de Londres i Vladímir Iúrovski, i en duo amb Bertrand Chamayou, amb qui ha gravat un recital llançat per Sony el febrer de 2015.
Avui dia, l'artista ha guanyat talla estel·lar i actua amb les principals orquestres del món, com l'Orchestra dell'Accademia Nazionale di Santa Cecilia, Orquestra Simfònica Nacional de Washington, Orquestra Nacional de França, Orquestra Reial del Concertgebouw d'Amsterdam, Orquestra Simfònica de la Ràdio de Baviera, la Tonhalle-Orchester, les Simfòniques de Bamberg, del Bolxoi i de la Ràdio Finesa, la Philadelphia Orchestra, la Philharmonia i l'Orquestra Filharmònica de Londres. Així mateix, col·labora amb assiduïtat amb directors de la talla de Giovanni Antonini, Mario Venzago, Pablo Heras-Casado i Thomas Hengelbrock. Ha estat artista en residència en el Festival de Música de Schleswig-Holstein a l'estiu de 2014, i anteriorment ho va ser amb l'orquestra Philharmonie i en el Konzerthaus de Berlín. Sol Gabetta és convidada habitual en festivals com els de Verbier, Gstaad, Schwetzingen, Rheingau, les Schubertiadas de Schwarzenberg Hohenems i el Festival de Beethoven a Bonn.
A més, Gabetta manté una intensa activitat cambrística, actuant en sales com el Wigmore Hall a Londres, Palau de la Música Catalana a Barcelona i el Théâtre des Champs-Élysées a París, amb distingits companys com Patricia Kopatxinskaia, Baiba Skride i, especialment, Bertrand Chamayou. La seva passió per la música de cambra s'evidencia cada any en el Festival de Música Solsberg, fundat per Gabetta en la vila suïssa d'Olsberg, i que celebrà el 2015 el seu desè aniversari.
Instrumentista de l'Any en els Premis Echo Klassik de 2013, per la seva interpretació del Concert per a violoncel i orquestra de Xostakóvitx amb la Filharmònica de Berlín i Lorin Maazel, també va rebre aquest guardó en 2007, 2009 i 2011 pels seus discos dels concerts per a violoncel de Haydn, Mozart i Elgar així com obres de Txaikovski i Ginastera. Gabetta compta amb una extensa discografia amb Sony i ha gravat un recital a duo amb Hélène Grimaud pel segell Deutsche Grammophon.
Sol Gabetta toca un dels pocs i valuosíssims violoncels de G.B. Guadagnini, datat en 1759 i cedit generosament per Rahn Kulturfonds. Des de 2005, és professora en la prestigiosa Musikakademie de Basilea.

## Discografia
- Txaikovski, Saint-Saëns i Ginastera - Orquestra de Ràdio Múnic. 2006
- Il Progetto Vivaldi, Sonatori de la Gioiosa Marca. 2007
- Xostakóvitx, Concert per a violoncel núm. 2 (Dir: Marc Albrecht); Sonata per a violoncel i piano (piano: Mihaela Ursuleasa), grab:05/2008 - Münchner Philharmoniker. 2008
- Cantabile - Prague Philharmonic. 2009
- Hoffmann, Haydn, Mozart. 2009
- Elgar, Concert de violoncel. 2010
- Peteris Vasks, Gramata Cellam. El llibre per a violoncel sol. 2010
- Xostakóvitx, Concert per a violoncel núm. 1 (Dir: Lorin Maazel) 2012
- "Duo" amb Hélène Grimaud, piano. 2012
- Il Progetto Vivaldi II. 2012
- Il Progetto Vivaldi III. 2013
- Prayer (Sony Classical) 2014
- The Chopin Album - amb Bertrand Chamayou, piano (Sony Classical) 2015